# Pandiaka andongensis
Pandiaka andongensis är en amarantväxtart som beskrevs av William Philip Hiern. Pandiaka andongensis ingår i släktet Pandiaka och familjen amarantväxter. Utöver nominatformen finns också underarten P. a. gracilis.